# Vomeribracon amplipenniger
Vomeribracon amplipenniger är en stekelart som beskrevs av Donald L.J. Quicke 1987. Vomeribracon amplipenniger ingår i släktet Vomeribracon och familjen bracksteklar. Inga underarter finns listade i Catalogue of Life.